# Bob Mattick
Robert Walter Mattick, detto Bob (Chicago, 30 maggio 1933 – Stillwater, 23 dicembre 2018), è stato un cestista statunitense.

## Carriera
Dal 1951 al 1954 ha giocato con i Cowboys di Oklahoma State, venendo nominato due volte All-American (1953 e 1954). Dopo il college è stato selezionato al Draft NBA 1954 dai Milwaukee Hawks, tuttavia non giocò mai in NBA bensì in Amateur Athletic Union con i Phillips 66ers di Bartlesville (Oklahoma).